# 万協製薬
万協製薬株式会社（ばんきょうせいやく、英: BANKYO PHARMACEUTICAL Co.,Ltd.）は、三重県多気郡多気町に本社を置く製薬会社。

## 沿革
- 創業者の松浦太一が昭和20年代に始めた「薬局皮膚病研究会」を前身とする[1]。
- 1960年3月 - 兵庫県神戸市長田区にて会社設立。
- 1995年1月17日 - 阪神・淡路大震災により工場被災。
- 1996年 - 三重県に移転。
- 2009年 - 日本経営品質賞受賞。
- 2017年 ‐ 日本経営品質賞受賞。

## 商品

### 医薬品・医薬部外品
- アセモバンキー【第2類医薬品】
- エプールPVA9ゲル【指定第2類医薬品】
- エプールS【第2類医薬品】
- エプールVZ【第2類医薬品】
- エプールVZクール【第2類医薬品】
- オノフェα【指定第2類医薬品】
- デリケートS【第2類医薬品】
- バンキーPVA11液【指定第2類医薬品】
- バンキーPVA11ゲル【指定第2類医薬品】
- バンキーUFクリーム【第2類医薬品】
- ヒフールER液【指定第2類医薬品】
- ヒフールER軟膏【指定第2類医薬品】
- ヒフールUFクリーム【第2類医薬品】
- メディプロEXクリーム【指定第2類医薬品】
- メディプロEX軟膏【指定第2類医薬品】
- ラウマーEX液α【指定第2類医薬品】
- ラウマーEXクリーム【指定第2類医薬品】
- ラウマーPVA8クリーム【指定第2類医薬品】
- ラウマーPVA8軟膏【指定第2類医薬品】
- ラバルンPVA8クリーム【指定第2類医薬品】
- ラバルンPVA8軟膏【指定第2類医薬品】
- ラホヤPVA8クリーム【指定第2類医薬品】
- リナαクリーム【指定第2類医薬品】
- アージュUX【第2類医薬品】
- ウレアルファ【第2類医薬品】
- ウレアルファローション【第2類医薬品】
- ウレコート【第2類医薬品】
- ウレコートローション【第2類医薬品】
- ウレコート20α【第3類医薬品】
- エフカイ20DX【第3類医薬品】
- エフカイ20α【第3類医薬品】
- エプール20α【第3類医薬品】
- オノフェ20α【第3類医薬品】
- オノフェ乳状液20【第3類医薬品】
- トフラックスHPクリーム【第2類医薬品】
- トラッドUX【第2類医薬品】
- ノリアス20α【第3類医薬品】
- パルムUローション【第2類医薬品】
- パンパスUX【第2類医薬品】
- ヒフール20DX【第2類医薬品】
- ヒフール乳状液20【第3類医薬品】
- ヘパロイドクリームα【第2類医薬品】
- ヘパロイド乳液α【第2類医薬品】
- マンナUX【第2類医薬品】
- モナリアクリーム【第3類医薬品】
- ラウマー20α【第3類医薬品】
- ラカナウ20α【第3類医薬品】
- ラホヤ20α【第3類医薬品】
- エプールU10クリーム【指定第2類医薬品】
- エプールV8水虫液【指定第2類医薬品】
- エプールV8クリーム【指定第2類医薬品】
- オノフェV8水虫液【指定第2類医薬品】
- オノフェV8水虫クリーム【指定第2類医薬品】
- キルカミンV8水虫クリーム【指定第2類医薬品】
- トリステアEX8液【指定第2類医薬品】
- トリステアEX8クリーム【指定第2類医薬品】
- トリステアL水虫クリーム【指定第2類医薬品】
- ヒフールV8水虫クリーム【指定第2類医薬品】
- マイキュロンL水虫クリーム【指定第2類医薬品】
- ラウマーV7水虫液【指定第2類医薬品】
- ラウマーV8水虫液【指定第2類医薬品】
- ラウマーV8水虫クリーム【指定第2類医薬品】
- リケアA水虫薬 液【指定第2類医薬品】（販売元：サンドラッググループ、発売元：ホーユー）
- リケアA水虫薬 クリーム【指定第2類医薬品】（販売元：サンドラッググループ、発売元：ホーユー）
- ローレンミコナ液【第2類医薬品】
- ローレンミコナクリーム【第2類医薬品】
- エプールA注入軟膏EX【指定第2類医薬品】
- エプールH軟膏EX【指定第2類医薬品】
- 奥田ぢ注入軟膏【指定第2類医薬品】（発売元：奥田製薬）
- オッタヴィーノ注入軟膏【指定第2類医薬品】
- オノフェA注入軟膏EX【指定第2類医薬品】
- オノフェH坐剤EX【指定第2類医薬品】
- オノフェH軟膏EX【第2類医薬品】
- サフィニアぢEX注入軟膏【指定第2類医薬品】（発売元：奥田製薬）
- フェロテナス注入軟膏【指定第2類医薬品】（発売元：奥田製薬）
- ラナンキュラス注入軟膏【指定第2類医薬品】
- レーバン【第2類医薬品】
- レーバンGローション【第2類医薬品】
- レーバンH注入軟膏EX【指定第2類医薬品】
- レーバンH軟膏EX【第2類医薬品】
- ラウマーFE液【第2類医薬品】
- ロキアージュC【第2類医薬品】
- ロキエプールG2【ゲル】【第2類医薬品】
- イマジンうがい薬【第3類医薬品】
- イマジンクリアうがい薬【第3類医薬品】
- ケーパイン消毒液A【指定医薬部外品】（発売元：川本産業）
- ケーパイン消毒薬泡タイプ【第2類医薬品】（発売元：川本産業）
- ヒビエプールα【第3類医薬品】
- ラカナウバン【第3類医薬品】
- ラウマーアクネクリーム【第2類医薬品】
- デオブランカF【第2類医薬品】
- ボルネF【第2類医薬品】
- エプール口内炎軟膏【指定第2類医薬品】
- デンタルクリーム【第2類医薬品】
- デンタルピルクリーム【指定第2類医薬品】
- ヒフール口内炎軟膏【指定第2類医薬品】
- ラウマー口内炎軟膏【指定第2類医薬品】
- ヒフールAC【第1類医薬品】
- エプールN点鼻薬【第2類医薬品】
- カミングアウト【第2類医薬品】
- デオブランカローション【医薬部外品】

### 化粧品
- まごころteaハンドジェル
- まごころ化粧水 希
- ゆず香るまごころhoneyクリーム
- エルブジュール アロマエッセンスクリーム
- エルブジュール トリートメントマスク
- エルブジュール ピュアリッチオイル
- エルブジュール モイスチャーローション
- エルブジュール リフレッシュクレンジングクリーム
- エスクリーム

## テレビ番組
- 日経スペシャル カンブリア宮殿 絶望からの再出発‥‥ 阪神大震災を乗り越えた工場 ～「人に必要とされる会社」になりたい～（2011年5月26日、テレビ東京）[2]